# Laboratoires d'électronique et de physique appliquée
Les Laboratoires d'Electronique et de Physique Appliquée, puis Laboratoires d'Electronique de Philips furent créés le 4 septembre 1950 sous l'impulsion du professeur Georges-Albert Boutry. Ses actionnaires étaient la Compagnie Française Philips, la Radiotechnique (ou RTC, devenue Philips Électronique Grand Public) et TRT (Télécommunications Radioélectriques et Téléphoniques), deux sociétés cotées en bourse avec Philips comme actionnaire majoritaire.
En 1950, le LEP emploie 102 personnes et est installé rue du Retrait à Paris (20e).

## 1950-1966, 23 rue du Retrait
Les premières recherches du LEP s'orientent vers des sujets militaires (nous sommes au début de la guerre froide), ainsi que des sujets civils prometteurs :
- Les photomultiplicateurs pour la détection des radiations nucléaires. Le premier photomultiplicateur français est né au LEP et les développements de ces études entraînèrent la construction d'une usine à Brive (Hyperelec).
- La télévision avec des études sur les équipements de prise de vue, des systèmes de télévision en couleurs, des tubes analyseurs d'images, ainsi que des méthodes pour déterminer la qualité des images.
- Les télécommunications à faisceaux hertziens. Des équipements complets sont fournis à Radiodiffusion-Télévision Française pour la transmission de programmes de télévision sur des trajets difficiles, comme les images du couronnement de Sa Majesté Élisabeth II.
- Les semiconducteurs, de la croissance des lingots de germanium, puis de silicium, aux dispositifs.
- Le ferromagnétisme.
- Les cellules photovoltaïques.
- Les senseurs infrarouges pour le contrôle d'attitude des satellites.
- Les tubes obturateurs électroniques pour photographie ultra-rapide.

En 1962, la SODERN est créée dans les mêmes locaux que le LEP et prend en charge les activités sur les sources neutroniques. Rapidement, l'étroitesse du site se ressent (310 personnes en 1962) et la décision est prise de s'installer sur un nouveau site qui permettra de faire face à la diversification des études et à l'accroissement du personnel.

## 1966-1989, Limeil-Brévannes1repériode
C'est Limeil-Brévannes qui est choisi, entre autres pour sa proximité avec Orly. Le site est spacieux (11 ha) et verdoyant, les bâtiments sont espacés, construits sur deux niveaux (RdC et 1er étage) . Ils prennent chacun le nom d'un savant français en rapport avec les activités qui y sont menées : Lavoisier pour la chimie, Fresnel pour l'optique et les technologies de haute précision, de Broglie, prononcé de breuil , (pour la physique de solides, Ampère et Curie pour les circuits et systèmes, Aladin étant spécialisé dans la physique nucléaire et occupé par SODERN. Le site est inauguré le 14 juin 1966 en présence d'Alain Peyrefitte, ministre délégué, chargé de la recherche scientifique et des questions atomiques et spatiales.
En 1970, un groupe d'une centaine de personnes, qui constituait le département Etudes et Recherches Générales de la Radiotechnique, rejoint le LEP. Ils se spécialisent dans l'arséniure de gallium, semi-conducteur dont les propriétés sont très prometteuses. Le premier circuit intégré GaAs voit le jour en 1977. En 1979, la Radiotechnique installe une antenne RTC-Limeil, dont la mission est d'assurer le développement et la production des transistors à effet de champ, puis des circuits intégrés. Dans les années 1980, le groupe maîtrise toute la chaîne de développement, du tirage des lingots au circuit imprimés, numérique ou analogique, en passant par l'épitaxie. Les succès sont nombreux : première tête de réception de télévision par satellite intégrée au monde, première mémoire européenne SRAM 1 kbit intégrée sur GaAs, importants brevets...
Outre cela, les activités principales durant cette période sont :
- Les intensificateurs d'images à galette de micro-canaux.
- Les procédés d'enregistrement et de reprographie.
- La télévision
  - projection d'image sur grand écran (TITUS). Après de nombreuses démonstrations publiques, il sera transféré à Hyperelec pour la fabrication des tubes et à SODERN pour le système complet.
  - cryptage du son pour la télévision à péage.
  - réduction de bande pour la transmission numérique des images.
  - algorithmes de codage.
  - haute définition.
- Le médical
  - études de thermographie infrarouge, qui marquent le début de l'implication du LEP dans le domaine.
  - médecine nucléaire (caméras de type Anger).
  - transducteurs ultrasonores.
  - échographie Doppler.
- Les cellules photovoltaïques, notamment à partir de 1973 (premier choc pétrolier), auquel un groupe entier sera consacré.
- La fibre optique.
- Les architectures de circuits intégrés, micro-systèmes et VLSI
  - architectures dédiées langage.
  - microprocesseur RISC.
  - circuits pour la synthèse d'image.
  - microprocesseur 68070.
  - réseaux neuromimétiques (L-Neuro[1],[2]).
- Les capteurs pour l'électroménager.
- L'infrarouge. Cette dernière activité quittera le site quand Philips se sépare de ses activités défense et les cède à Thomson-CSF.

En 1981, RTC cède ses activités photovoltaïques. Le groupe de recherche fait partie de la cession, soit 12 personnes du LEP. En 1988, c'est au tour de l'activité GaAs de RTC d'être arrêtée. Une fonderie réintègre alors le sein du LEP et les activités s'orientent vers le développement de circuits intégrés monolithiques hyperfréquence (MMIC) qui sont fournis à TRT pour ses activités militaires.
En 1985, les activités de médecine nucléaire sont cédées par Philips à ADAC. Le groupe médical se concentre alors sur les ultrasons et le traitement d'image.
En 1988, Philips se sépare de son gros électroménager (au profit de Whirlpool) et les recherches au LEP ne se poursuivent que pour le petit ménager : rasoirs, sèche-cheveux, fers à repasser.

## 1989-2001, Limeil-Brévannes2epériode
À la suite des diverses réorganisations du groupe Philips, l'actionnariat du LEP s'est unifié, si bien qu'en 1989 les Laboratoires d'Électronique et de Physique Appliquée deviennent les Laboratoires d'Électronique Philips. Le LEP, qui garde donc son acronyme, est alors totalement intégré dans l'organisation "corporate research" de Philips.
En 1990, ce que laissait prévoir les réorganisations des années 1980 se concrétise : Philips est en grande difficulté et met en place le programme Centurion. En tant que membre à part entière du groupe, le LEP, sous la direction de Jacques Bonnerot, doit réexaminer son portefeuille d'activités et réduire fortement les activités matériaux au profit des activités systèmes :
- L'activité micro-optoélectronique (III-V) est cédée à Alcatel en 1991 (départ de 14 personnes).
- L'épitaxie, la conception de circuits hyperfréquences et la fonderie sont regroupés en 1991 dans Philips Microwave Limeil, qui sera détachée du LEP en 2000 sous le nom d'OMMIC.
- Les activités tubes sont restreintes au couplage de tubes et de CCD.
- Le support verrerie, scellement et mécanique générale sont arrêtés.
- Un grand programme autour de la compression numérique de la vidéo et de la haute définition est monté en collaboration avec Philips Research Briarcliff (États-Unis).
- Une équipe se développe autour des réseaux de neurones et de la logique floue.
- L'architecture de microsystèmes et VLSI étend ses domaines d'application à la télévision numérique et aux télécommunications.
- En 1994 sont créés les UPA (Unités Produits et Applications) qui regroupent des activités de pré-développement avant le transfert vers les divisions de produits de Philips.
- En 1998, une spin-off est créée autour des activités de streaming vidéo sur internet nommée NetTec (puis MP4Net fin 1999). Une dizaine de personnes rejoignent alors la division Philips Digital Networks tout en restant sur le site de Limeil.

À l'approche de l'an 2000, le LEP est organisé en 2 secteurs et 4 divisions :
- HVE (High Volume Electronique)
  - Division 21 : Architecture of MicroSystems and VLSI (AMS)
  - Division 23 : Vidéo & Communication (V&C)
  - Division 26 : Systèmes Interactifs en Réseau (INS)
- Médical
  - Division 25 : Systèmes d'Imagerie Médicale

## 2001-2002, fermeture
Au premier semestre 2001, le LEP disparaît en tant qu'entité juridique et est intégré dans Philips France devenant Philips Research France. PRF quitte ses locaux historiques de Limeil-Brévannes et s'installe sur trois niveaux des bâtiments situés rue Carnot à Suresnes (Hauts-de-Seine).
Au printemps 2002, la fermeture de PRF est annoncée, et en août 2002, après les procédures de consultation habituelles la réorganisation est entérinée. Un plan social l'accompagne avec un appel à volontaires au départ qui trouve un nombre important de candidats. Les autres salariés sont répartis dans les activités suivantes :
- Philips Research in Paris est créé : totalement dévolu à la recherche de systèmes médicaux, cette entité est constituée de l'ensemble de l'ex division 25 du LEP.
- Philips Digital Systems Labs. Paris (PDSL-Paris) est créé et reçoit une mission de recherche et développement avancé pour la compression vidéo, son implémentation efficace et son transport par fil ou sans fil. La majorité des personnes de l'ancien secteur HVE intègre cette entité.
- Enfin, une dizaine de personnes de l'ex division 21 rejoignent Philips Semiconducteur Technical Center (PSTC) dont la mission est l'architecture de circuits intégrés et de modules de propriété intellectuelle principalement dédiés à la vidéo.

## Les directeurs du LEP
- Georges-Albert Boutry, 1950-?
- Claude Ducot, ?-?
- Henry Durand, ?-1978
- Jacques Bonnerot, 1978-1983
- Jean-Paul Hurault 1983-1988
- Jacques Bonnerot, 1988-1997
- Paul Friedel, 1997-2002